# Jan-Erik Karlsson
Jan-Erik Karlsson, född 13 juni 1946, är en svensk ju-jutsuutövare och instruktör, på nivån 10 dan och soke. Han grundade Svenska Jujutsuskolan 1979 och driver den fortfarande i egen regi. Hans egenutvecklade stil Hoku Shin Ko Ryu finns spridd i framför allt södra Sverige men även i andra delar av Europa. I mitten av 80-talet introducerade Karlsson den japanska jujutsustilen Hontai Yoshin Ryu i Sverige. Tävlingsverksamhet är inget organisationen direkt jobbar med eftersom den inte har förbundstillhörighet.